# 虹彩異色症

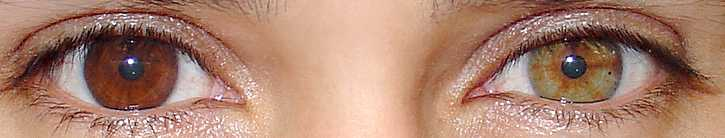
虹彩異色症のヒト

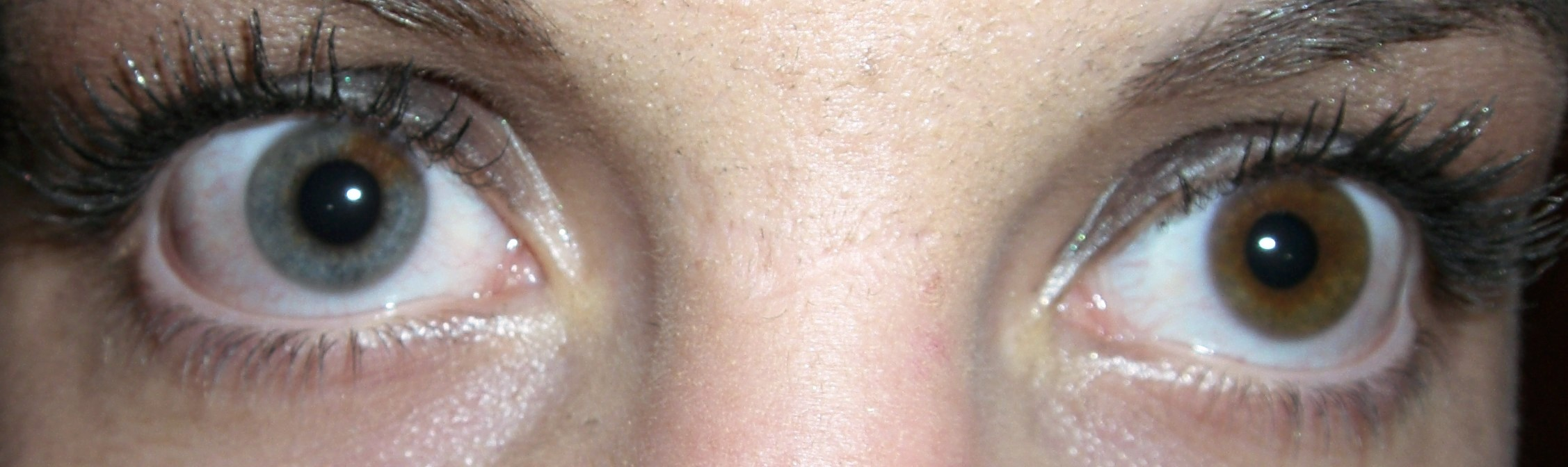
虹彩異色症のヒト

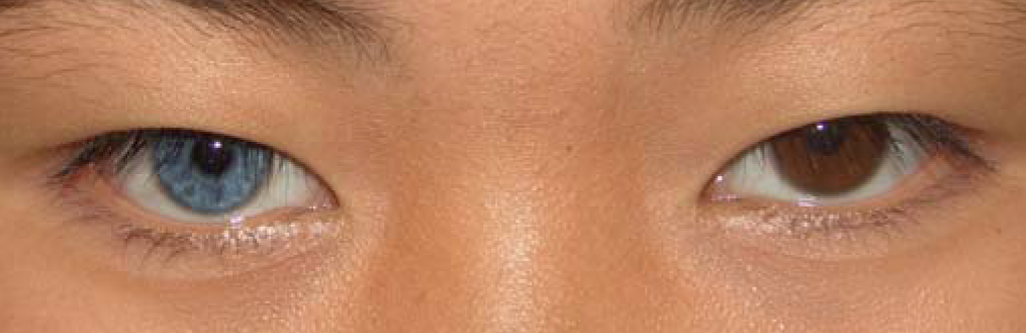
虹彩異色症のヒト

虹彩異色症（こうさいいしょくしょう、英語：Heterochromia（ヘテロクロミア））は、左右の眼で虹彩の色が異なる、もしくは、一方の瞳の虹彩の一部が変色する形質のこと。俗にオッド・アイ（英語：odd-eye）とも呼ばれる。

## 概要
名称だけでなく発症割合としても、ヒトよりもイヌやネコが発症する場合が多い。
ネコの場合、日本では、一方が黄色（銅の色）、他方が青色の虹彩を持つ場合、金目銀目とも呼ばれる。白猫に多く発症し、青色の側に聴覚障害を併発している場合もある。タイ王国では「白い宝石」を意味する「カオマニー（Kaomani）」の名で呼ばれ、瞳については特に「ダイヤモンドの瞳」と称される。
イヌの場合、シベリアンハスキーに限っては虹彩異常ではない。
ヒトの場合は、先天的な特徴として現れるほか、ワールデンブルグ症候群、まだら症・ぶち症等の遺伝子疾患、後天的にはホルネル症候群、虹彩毛様体炎、緑内障、または、虹彩萎縮や、放射線などによる虹彩の損傷等の要因によって現れる。また、先天性虹彩異色は白人に多いという傾向が指摘されている。また、虹彩異色毛様体炎等によっても、両方の虹彩の色が異なったりする。

## 虹彩異色症の著名人一覧
近世以前
- アレクサンドロス3世（マケドニア王）

「一眼は夜の暗闇を、一眼は空の青を抱く」という伝承に基づき、虹彩の色はブラウン（濃褐色）とブルー（青色）であったと考えられる。古代ギリシア人。紀元前356年生まれ。
- アナスタシウス1世（東ローマ帝国皇帝） - イリュリア人。431年生まれ。

近代以降
- ルイ・エミール・ジャヴァール（英語版）（眼科医学者） - フランス人。
- 橋本明（ジャーナリスト、評論家） - 後天性（眼の一部の病変による）。日本人。
- レス・マリー（英語版）（詩人） - オーストラリア人。
- クリストファー・ウォーケン（男優） - アメリカ人。

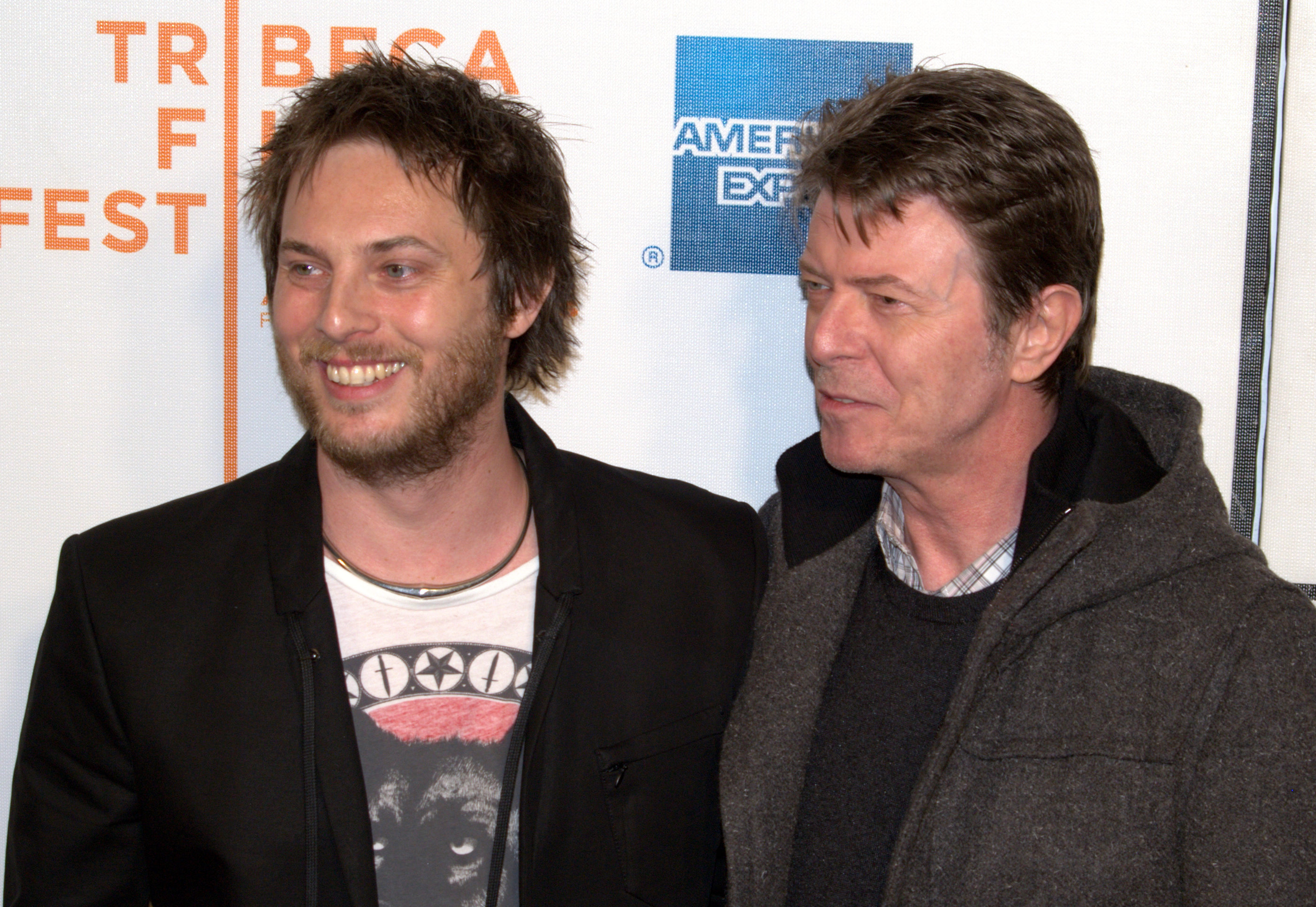
デヴィッド・ボウイ（向かって左にいる息子のダンカン・ジョーンズと右目の虹彩色が同じで左目だけ違っているのがわかる）

- デヴィッド・ボウイ（ミュージシャン、男優） -  後天性（1962年の負傷による） 。右眼はブルー（青色）、左眼はヘーゼル（淡褐色）。イギリス人。
- ジェーン・シーモア（女優） - 先天性。イギリス生まれ。
- ダン・エイクロイド（コメディアン、男優、ほか） - 先天性。カナダ生まれ。
- マイケル・フラットレー（ダンサー） - アメリカ人。
- デヴィッド・フィンチャー（映画監督） - アメリカ人。
- キーファー・サザーランド（男優、プロデューサー） - イギリス生まれ。
- エリザベス・バークレー（女優） - 先天性。アメリカ人。
- ジェンス・パルヴァー（総合格闘家） - アメリカ人。
- ベネディクト・カンバーバッチ（男優） - 先天性。イギリス人。
- ティム・マクイルラス（英語版）（ロック歌手） - アメリカ人。
- 奥菜恵（女優） - 先天性。日本人。
- アリス・イヴ（女優） - イギリス人。
- ケイト・ボスワース（女優） - 先天性。アメリカ人。
- フランク・リベリー（サッカー選手） - フランス人。
- ミラ・クニス（女優） - ウクライナ生まれ。
- マックス・シャーザー（メジャーリーガー） - 先天性。アメリカ人。

## 創作作品における描写
サブカルチャーの創作作品（小説、漫画、アニメ、ゲーム等々のフィクション作品）では、登場人物の身体的特徴として、虹彩異色症、あるいはそれに似た、左右の眼で虹彩の色が異なる容姿を与えられることがある。現実のヒトには稀な症例であるが、このようなキャラクター設定はしばしば好んで用いられる傾向にあり、多くの作品に登場している(こうした嗜好を持つのは世界でも日本人だけである。)。
このようなキャラクター設定は頻用されるあまり、「オリジナリティの無い設定の一例」とみなされることもある。例えば2001年開催の第6回スニーカー大賞の文学賞では、応募作品のうち5篇に1篇は左右の瞳の色が異なる人物が登場する作品であったとされ、これに関して編集部からの批判的なコメントが寄せられている。一方で、漫画原作者でもある評論家・大塚英志は、自著でこうした批判に反論し、このような人気のある設定は、物語上不可欠な要素として活かせているか否かを批評の争点にすべきだと主張している。